# Amphirhoë sloanei
Amphirhoë sloanei är en skalbaggsart som beskrevs av Blackburn 1889. Amphirhoë sloanei ingår i släktet Amphirhoë och familjen långhorningar. Inga underarter finns listade i Catalogue of Life.